# علي المسعود
علي المسعود، هو لاعب كرة قدم سعودي يلعب كمهاجم لنادي الفتح .

## روابط خارجية
- علي المسعود على موقع قاعدة بيانات كرة القدم.إي يو (الإنجليزية)
- علي المسعود على موقع Soccerway.com (الإنجليزية)